# Lofiformes

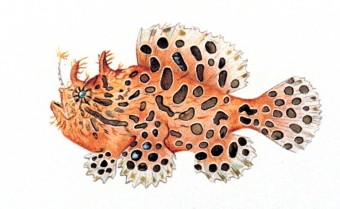
Antennarius striatus

Els lofiformes (Lophiiformes) són un ordre de peixos de la actinopterigis que inclou el popular rap.

## Anatomia

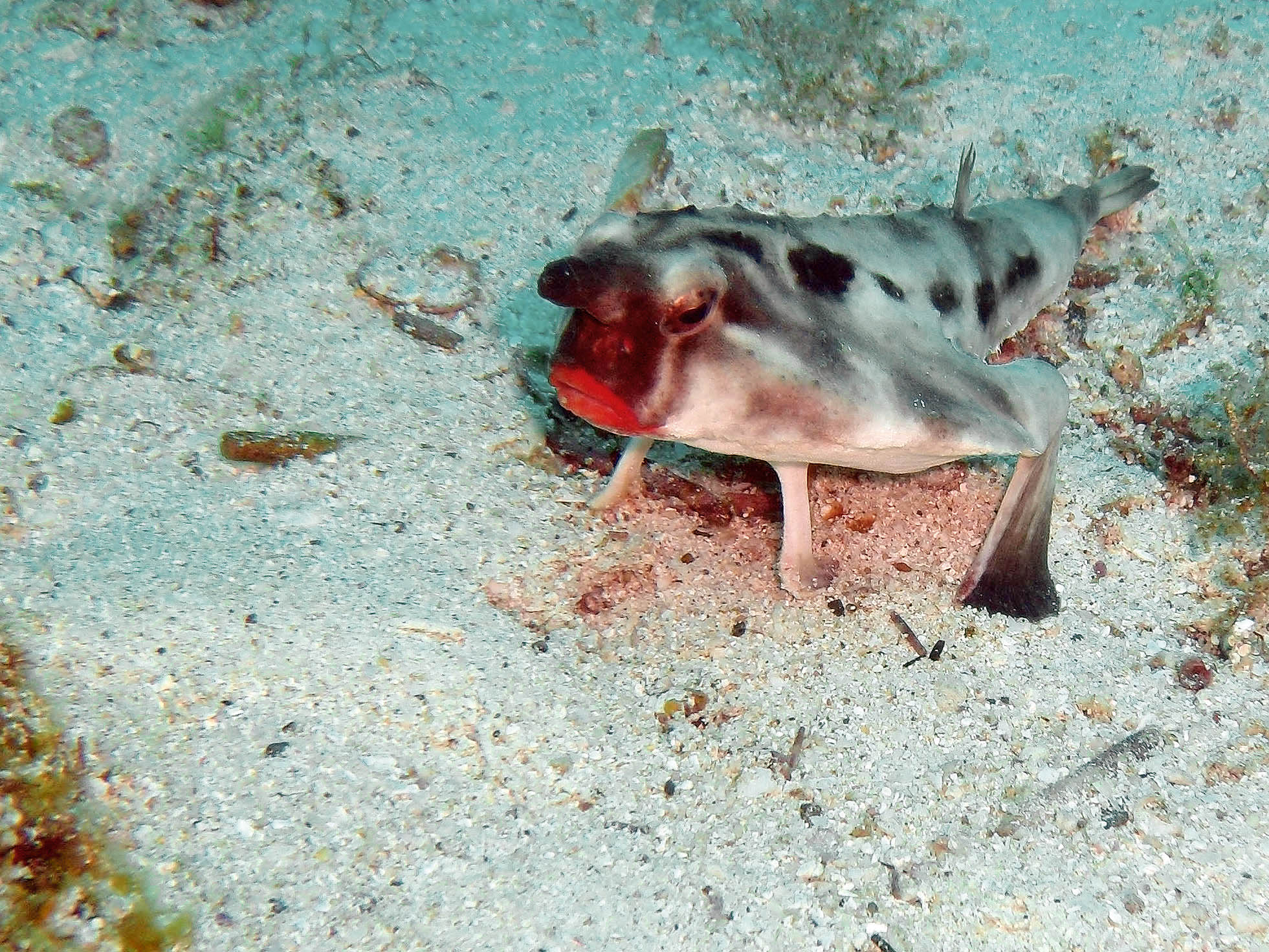
Ogcocephalus darwini

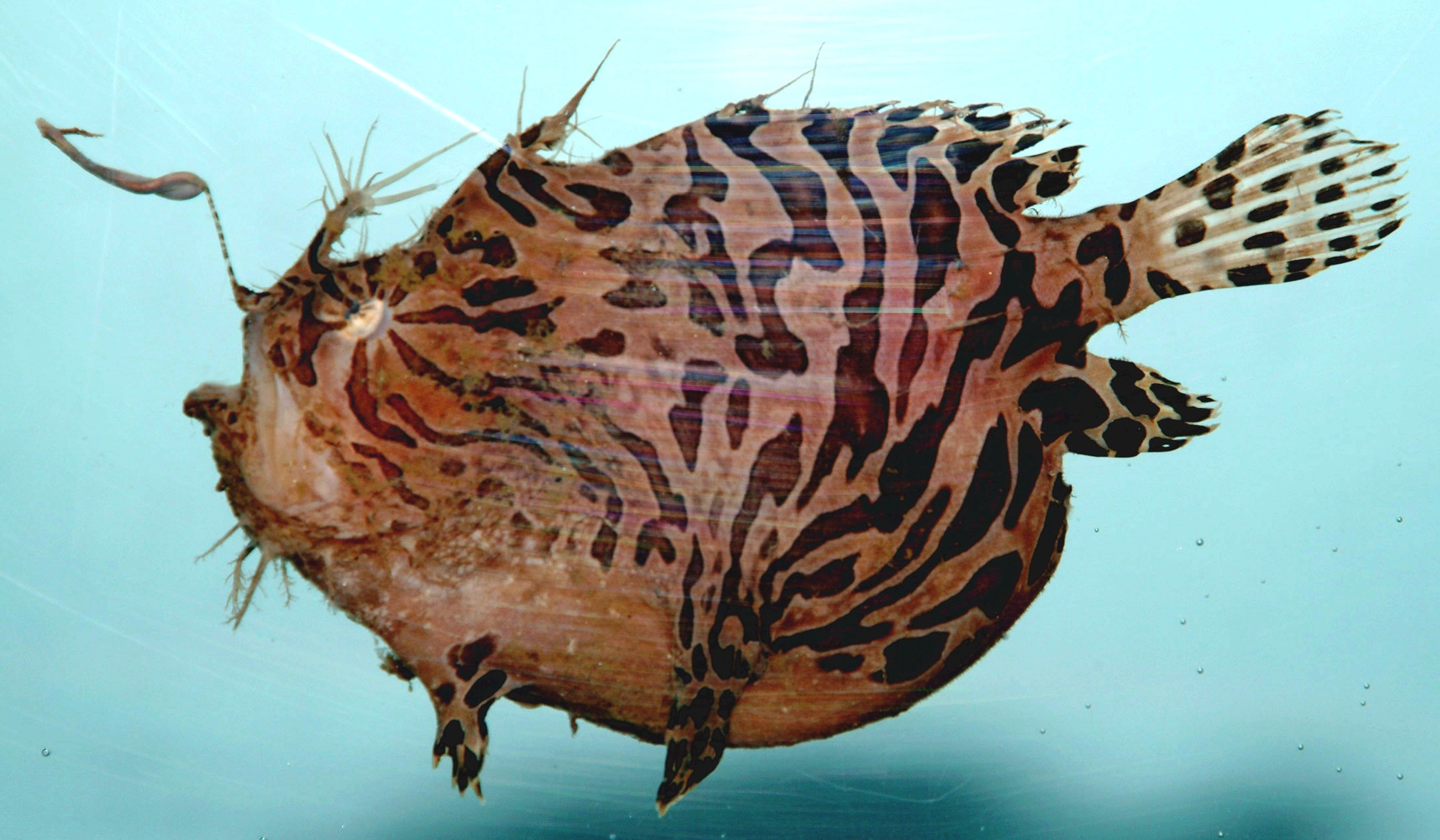
Antennarius striatus

Tots els lofiformes són carnivors i estan adaptats a la captura de preses. Variant en color de pell del gris fosc a marró fosc, les espècies que viuen al fons tenen caps grans amb enormes boques en forma de lluna creixent, plenes de dents llargues amb forma d'ullals que apunten cap a dins per una captura més eficient de les preses. La seva longitud pot variar entre els 20 centímetres i 1 metre, amb un pes que pot arribar als 45 quilograms. Es tracta de depredadors d'emboscada, que sovint es camuflen adoptant aspecte de roques, esponjes o algues.
La major part de les femelles adultes tenen un òrgan luminescent a l'extrem d'un radi dorsal modificat (l'illicium). Existeix la hipòtesi que aquest, a partir de servir pel propòsit obvi d'atrapar preses en ambients foscos i profunds, també serveix per cridar l'atenció dels mascles per facilitar l'aparellament.
La font de aquesta luminescència són bacteris simbiòtics que habiten dins i al voltant de l'òrgan, tancades en un reflector en forma de copa que conté cristalls, que probablement de guanina. En algunes espècies, els bacteris reclutats són incapaços de produir luminescència sense el peix, suggerint que s'ha desenvolupat una relació simbiòtica i que els bacteris no són capaços de sintetitzar tots els productes químics necessaris per a produir la lluentor de la llum. És a dir, depenen del peix. La microscòpia electrònica d'aquests bacteris revela en algunes espècies que són bacteris gramnegatives que no tenen càpsula bacteriana, endòspores o flagels. Tenen parets cel·lulars de doble capa i mesosomes. Un porus connecta l'òrgan amb l'aigua de mar, permeten l'eliminació de bacteris morts i residus cel·lulars, i que el pH i la tonicitat del medi de cultiu es mantinguin constants. Això, a més de la temperatura constant de la zona batial habitada per aquests peixos, és crucial per a la viabilitat dels bacteris a llarg termini.
La glàndula sempre està oberta a l'exterior, de manera que és possible que el peix adquireixi els bacteris de l'aigua de mar. Tanmateix, sembla que cada espècie utilitza les seves pròpies espècies particulars de bacteris, i aquests bacteris mai s'han trobat a l'aigua de mar. El 1993, Haygood va proposar la teoria de que l'òrgan descarregava bacteris al desovar i, per tant, aquests bacteris es transfereixen als ous.
En la majoria de les espècies, una boca ample s'estén al voltant de la circumferència anterior del cap, i les bandes de les dents inclinades cap a l'interior alineen ambdues mandíbules. Les dents es poden deprimir per no impedir que un objecte llisqui cap a l'estómac, sinó que evitar que surti de la boca.

## Comportament

### Natació i conservació d'energia
El 2005, prop de Monterey, a 1.474 metres de fondaria, un ROV va filmar una femella del gènere Oneirodes durant 24 minuts. Quan es va apropar, el peix es va retirar ràpidament, però en un 74% de la pel·lícula, desplaçava passivament, sense cap angle d'orientació concret. En avançar, va nedar intermitentment a una velocitat de 0,24 longituds de cos per segon, batent les aletes pectorals. El comportament letàrgic d'aquest depredador s'adapta a l'entorn pobre de l'energia del mar profund.
Una altra observació in situ de tres individus va mostrar un comportament de natació al revés inusual. Es van observar els peixos flotant cap per avall completament immòbils amb el illicium penjant amb format d'un lleuger arc davant del peix. Es va suggerir que es tracta d'un esforç per seduir la presa i un exemple d'alimentació i depredació oportunistes d'energia baixa. Quan el ROV s'acostava als peixos, aquests fugien ràpidament nedant a l'inrevés.
La mandíbula i l'estómac d'aquests peixos es poden estendre per permetre consumir preses de fins al doble de la seva mida. A causa de l'escassa quantitat d'aliment disponible en els entorns on viuen, aquesta adaptació permet a aquestes espècies emmagatzemar aliment quan hi ha abundancia.

### Depredació

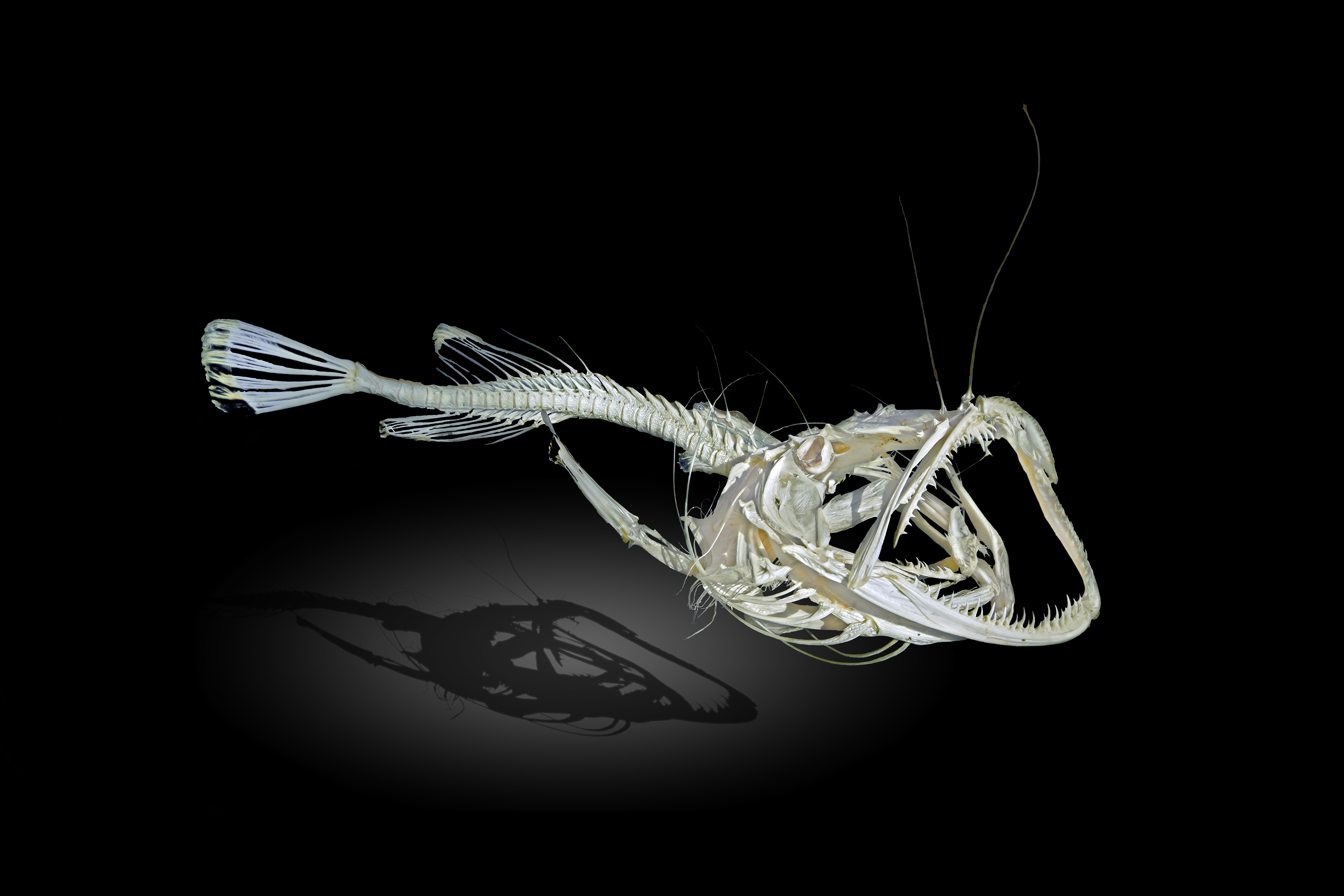
Esquelet de Lophius piscatorius

Aquestes espècies tenen com a mínim un filament llarg que brolla del mig del cap, anomenat illicium. Aquest illicium són les 3 primeres espines de l'aleta dorsal anterior, separades i modificades. En la majoria d'espècies el filament més llarg és el primer. Aquesta primera espina sobresurt per sobre dels ulls del peix que acaba en un creixement irregular de carn, i es pot moure en totes direccions per imitar una presa, atraeient les preses suficientment a prop perque el peix les capturi.
Algunes espècies de la zona batial emeten llum per atraure les preses. Aquesta bioluminiscència és el resultat una la simbiosi amb bacteris. El mecanisme que utilitzen els peixos per aprofitar els bacteris es desconegut, encara que els investigadors especulen que el bacteri penetra dins illicium a través de petits porus. Un cop dins, es reprodueix fins a assolir una densitat suficient per produir un resplendor col·lectiu brillant.
Com aquestes són depredadors oportunistes, mostren una gran quantitat de preses preferides amb peixos als extrems de l'espectre de mida, mostrant una major selectivitat per a determinades preses. Un estudi del contingut estomacal d'aquests peixos a la costa oriental central del Pacífic va trobar que aquests peixos s'alimentaven principalment de dues categories de preses: crustacis i teleostis. Les preses més freqüents eren els pandàlids. Curiosament, el 52% dels estómacs examinats estaven buits, donant suport a les observacions que aquests peixos tenen un consum d'energia baix.

### Reproducció

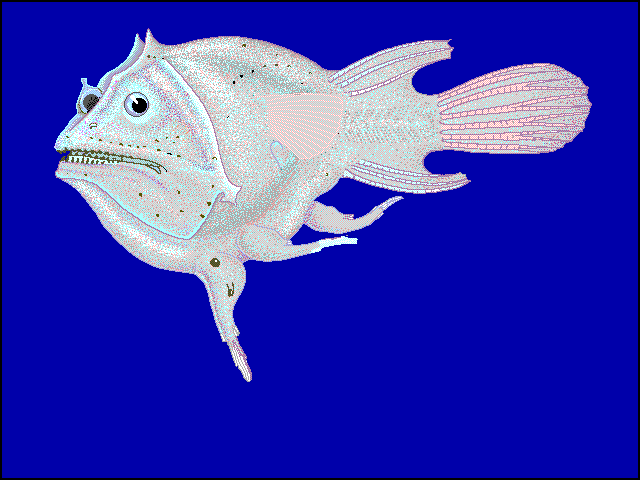
Femella dHaplophryne mollis coberta de mascles

Alguns lofiformes, com els ceràtids, o dimonis de mar, utilitzen mètodes d'aparellament poc freqüents. Com que els individus són localment escassos, és poc habitual que aquests es trobin. Per tant, trobar una parella és problematic. Quan els científics van començar a captura individus, van observar que tots els individus eren femelles. Aquests individus tenien uns pocs centímetres de mida i gairebé tots ells tenien el que semblaven ser paràsits. Va resultar que aquests "paràsits" eren ceratoideus mascles molt reduïts. Això indica que aquestes espècies de lofiformes utilitzen un sistema d'aparellament poliàndric.
Determinats ceratoideus utilitzen una tipus de reproducció parabiòtica. Els mascles de vida lliure i les femelles no parasitades d'aquests espècies mai no tenen gònades completament desenvolupades. Per tant, els mascles mai no maduren sense unir-se a una femella, i moren si no poden trobar-ne una.
Al néixer, els ceratoideus masculins ja estan equipats amb òrgans olfactius molt ben desenvolupats que detecten olors a l'aigua. Els mascles d'algunes espècies també desenvolupen ulls grans i altament especialitzats que els permeten identificar parelles en ambients foscos. El ceratoideus masculins viuen únicament per trobar i relacionar-se amb una femella. Són significativament més petits que les femelles, i poden tenir problemes per trobar aliments en aigües profundes. A més, el desenvolupament dels canals alimentaris d'alguns mascles es pot interrompre, impedint-los alimentar-se. Alguns taxons tenen mandíbules que mai arriber a ser aptes o efectives per a la captura de preses. Aquestes característiques fan que el mascle hagi de trobar ràpidament una femella per evitar la mort. Els òrgans olfactius sensibles ajuden al mascle a detectar les feromones que indiquen la proximitat d'una femella.
Tanmateix, els mètodes que utilitza els lofiformes per trobar parella varien. Algunes espècies tenen ulls minuciosos que no són aptes per identificar femelles, mentre que altres tenen fosses subdesenvolupades, cosa que els impedeix trobar efectivament femelles a través de l'olfacte. Quan un mascle troba una femella, mossega la seva pell i allibera un enzim que digereix la pell de la seva boca i el cos de la femella, fusionant la parella a nivell de vas sanguini. El mascle esdevé depenent de l'hoste femení per a la seva supervivència mitjançant la recepció de nutrients a través del sistema circulatori compartit i, a canvi, proporciona esperma a la femella. Després de la fusió, els mascles augmenten de volum i es tornen molt més grossos que els mascles independents de l'espècie. Viuen i romanen funcionals de forma reproductiva sempre que la femella sigui viva, i pugui participar en múltiples generacions. Aquest dimorfisme sexual extrem assegura que quan la femella esta preparada per engendrar, té un mascle immediatament disponible. Múltiples mascles poden associar-se una única femella amb fins a 8 mascles en algunes espècies, encara que algunes parelles sembla que segueixen la norma "d'un mascle per femella".
La simbiosi no és l'únic mètode de reproducció dels lofiformes. De fet, moltes famílies com Melanocetidae, Himantolophidae, Diceratiidae o Gigantactinidae, no mostren cap evidencia de simbiosi de gèneres. En algunes d'aquestes espècies les femelles tenen ovaris grans i desenvolupats i els mascles grans testicles, el que suggereixen que aquests individus sexualment madurs poden generar una unió sexual temporal que no implica la fusió de teixits. Els mascles d'aquestes espècies també tenen mandíbules ben dentades que són molt més efectives en la caça que les d'espècies simbiòtiques.
Finalment, la simbiosi sexual pot ser una estrategia opcional en algunes espècies de lofiformes. En els oneiròdids, s'han documentat femelles unides a mascles als gèneres Leptacanthichthys i Bertella. Una teoria suggereix que els mascles s'adhereixen a les femelles independentment del seu propi desenvolupament reproductiu si la femella no és sexualment madura, però quan gèneres són madurs, es reprodueixen i se separen.
Una explicació de l'evolució de la simbiosi sexual és la de que la relativament baixa densitat de femelles en mars profunds deixa poques oportunitats per a l'elecció d'una parella. Les femelles romanen grans per acomodar fecunditat, com ho demostren els seus grans ovaris i ous. S'espera que els mascles disminueixin per reduir els costos metabòlics en entorns pobres en recursos i desenvolupin habilitats especialitzades en la cerca de femelles. Si un mascle aconsegueix trobar una femella, aleshores la unió simbiòtica és definitivament més propici per millorar l'aptitud de la vida amb relació a la vida lliure, especialment quan la perspectiva de trobar futures parelles és escassa. Un avantatge addicional per a la simbiosi és que l'esperma del mascle es pot utilitzar en múltiples fertilitzacions, ja que el mascle sempre està disponible per aparellar-se amb la femella. Les densitats més altes de trobades entre mascles i femelles es poden correlacionar amb espècies que demostren simbiosi facultativa o simplement usen un contacte temporal més tradicional.
La reproducció dels lofiformes del gènere Lophius consisteix en un vel fi de material gelatinòs transparent de 25 centímetres d'ample i més de 10 centímetres de llarg. Els ous d'aquest vel es troben en una única capa, cadascun a la seva pròpia cavitat. L'engendrament és lliure al mar. Les larves són de natació lliure i tenen les aletes pèlviques allargades en filaments. Aquest mètode és rar entre els peixos.

## Consum humà

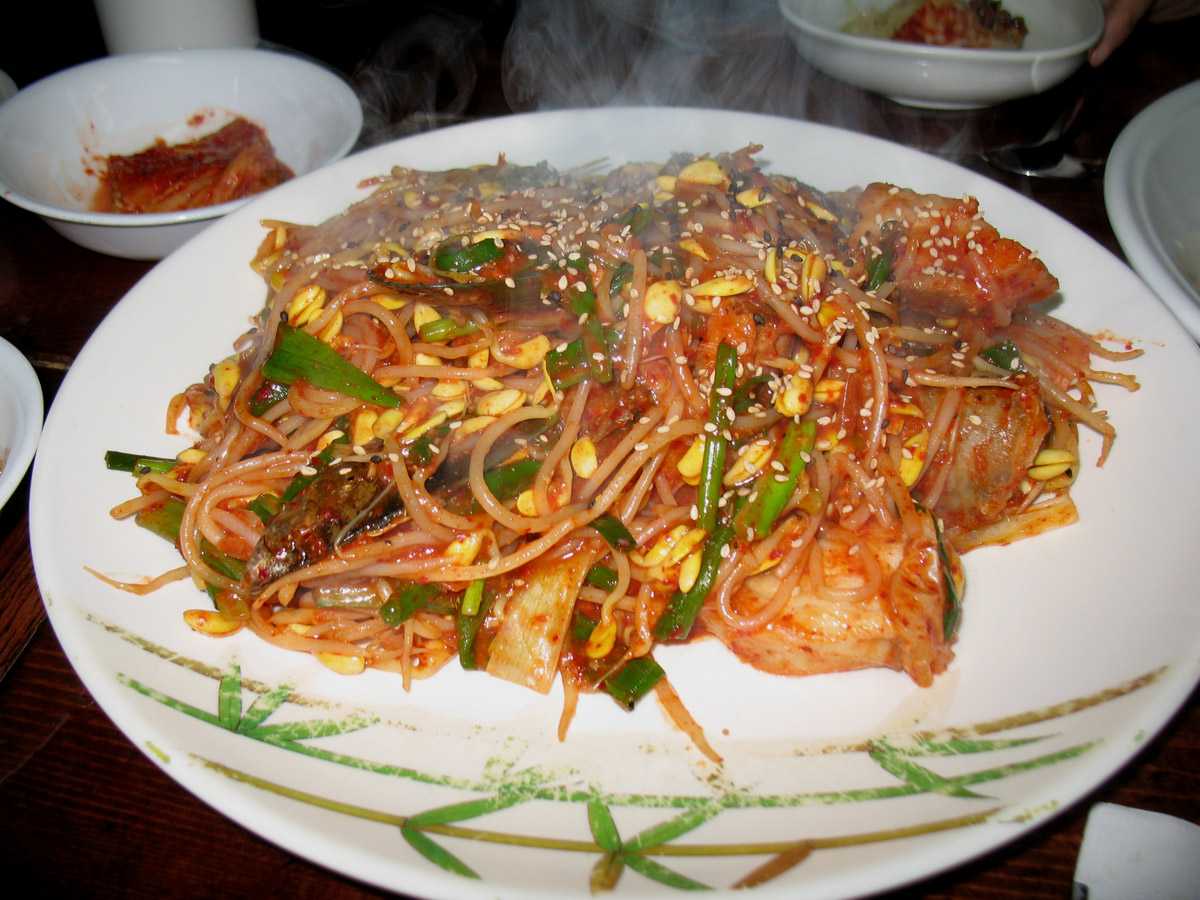
Agujjim; rap amb fideus a l'estil coreà.

Algunes espècies de la família dels lòfids, tenen interès comercial a les llotges de nord-oest d'Europa, l'est de l'Amèrica del nord, Àfrica i l'Àsia oriental. A Europa i l'Amèrica del nord, la cua (i altres parts) del rap és molt apreciada a la cuina, i sovint comparada en textura i sabor a la cua de llagosta. A l'Àsia, en especial a Corea i el Japó, el fetge del rap, conegut com a ankimo, es considera una exquisitesa.

## Classificació
Segons Worms, aquest ordre es subdivideix de les següents famílies:
- Antennariidae
- Brachionichthyidae
- Caulophrynidae
- Centrophrynidae
- Ceratiidae
- Chaunacidae
- Diceratiidae
- Gigantactinidae
- Himantolophidae
- Linophrynidae
- Lophichthyidae
- Lophiidae
- Melanocetidae
- Neoceratiidae
- Ogcocephalidae
- Oneirodidae
- Tetrabrachiidae
- Thaumatichthyidae